# 건국당
건국당(建國黨)은 중화민국의 정당이다. 정치적으로 범록연맹에 가깝다.
민주진보당이 대만의 독립에 대해 점차 중도적인 노선을 취하자 이에 실망한 민진당 의원의 일부가 탈당해 1996년에 건국당을 창당하였다. 그러나 건국당은 광범위한 지지를 얻는데 실패하였고 대만의 급진적인 독립 지지자들은 주로 대만단결연맹쪽으로 옮겨가게 되었다.
1. ↑  W.Y. Tsao, 편집. (2000). 《Journal of Chinese Political Science, No. 6-7》. Department of Political Science. 18쪽. ... spectrum, with the two small parties adhering to the far left (the Taiwanese Independence Party) and the far right (the New Party) respectively.